# Carnet de Usuario Profesional de Nivel Cualificado de Productos Fitosanitarios
El Carnet de Usuario Profesional de Nivel Cualificado de Productos Fitosanitarios es una licencia de ámbito europeo expedida para la manipulación, uso y aplicación de productos fitosanitarios. Está vigente desde septiembre de 2012 y en España, es expedido a través de los Departamentos de Agricultura y Ganadería de cada Comunidad autónoma.

## Capacitación
Esta cualificación va destinada para los usuarios profesionales responsables de los tratamientos terrestres, incluidos los no agrícolas, y para los agricultores que realicen tratamientos empleando personal auxiliar, así como para el personal que intervenga directamente en la venta de productos fitosanitarios.

## Plan de estudios
Para la obtención del Carnet de Usuario Profesional de Nivel Cualificado de Productos Fitosanitarios es necesario la superación de un curso de formación específico de 60 horas, cuyo contenido es el siguiente:

1. Plagas de los cultivos: clasificación, descripción y daños que producen.

2. Métodos de control de plagas. Importancia de los métodos no químicos. Medios de protección fitosanitaria.
3. Estrategias y técnicas para la gestión integrada de plagas. Control biológico y otras técnicas alternativas para el control de plagas en distintos cultivos. Principios generales de la gestión integrada de plagas. Toma de decisiones en protección fitosanitaria e iniciación a la evaluación comparativa. Prácticas de identificación de plagas y de organismos de control biológico y su manejo.
4. Producción integrada y producción ecológica.
5. Productos fitosanitarios: sustancias activas y preparados comerciales. Descripción y clasificación. Elección de productos fitosanitarios. Identificación e interpretación de las etiquetas y de las fichas de datos de seguridad: Clasificación y etiquetado. Pictogramas, palabras de advertencia, frases de riesgo o indicaciones de peligro, consejos de prudencia, síntomas de intoxicación y recomendaciones para el usuario. Casos prácticos.
6. Riesgos derivados de la utilización de productos fitosanitarios para el medio ambiente. Medidas para reducir dichos riesgos, incluyendo medidas de emergencia en caso de contaminaciones accidentales. Buenas prácticas ambientales en relación a la preservación de los recursos naturales, biodiversidad, flora y fauna. Protección y medidas especiales establecidas en la Directiva Marco del Agua (Directiva 2000/60/CE). Casos prácticos.
7. Peligrosidad de los productos fitosanitarios para la salud de las personas:
– Riesgos para el consumidor por residuos de productos fitosanitarios. Manera de evitarlos y medidas de emergencia en caso de contaminaciones accidentales. Concepto de seguridad alimentaria y Alerta sanitaria.
– Riesgos para la población en general y los grupos vulnerables.
– Riesgos para el aplicador: Intoxicaciones y otros efectos sobre la salud. Vigilancia sanitaria de la población expuesta a plaguicidas. Prácticas de primeros auxilios.
– Estructuras de vigilancia sanitaria y disponibilidad de acceso para informar sobre cualquier incidente o sospecha de incidente.
8. Medidas para reducir los riesgos sobre la salud: Niveles de exposición del operario. Posibles riesgos derivados de realizar mezclas de productos. Medidas preventivas y de protección del aplicador. Equipos de protección individual.
9. Prácticas de identificación y utilización de EPIs.
10. Secuencia correcta durante el transporte, almacenamiento y manipulación de los productos fitosanitarios.
11. Tratamientos fitosanitarios. Preparación, mezcla y aplicación.
12. Métodos de aplicación de productos fitosanitarios. Factores a tener en cuenta para una eficiente y correcta aplicación. Importancia de la dosificación y de los volúmenes de aplicación. Casos prácticos.
13. Equipos de aplicación: descripción y funcionamiento.
14. Limpieza, regulación y calibración de los equipos.
15. Mantenimiento, revisiones e inspecciones periódicas de los equipos.
16. Practicas de revisión y calibración de equipos. Riesgos relacionados con el uso de equipos de aplicación de productos fitosanitarios.
17. Practicas de aplicación de tratamiento fitosanitarios.
18. Eliminación de envases vacíos. Sistemas de gestión. Normativa.
19. Trazabilidad. Requisitos en materia de higiene de los alimentos y de los piensos. Registro de plagas y de tratamientos en las explotaciones agrarias. El cuaderno de explotación.
20. Relación trabajo-salud: normativa sobre prevención de riesgos laborales.
21. Seguridad social agraria.
22. Normativa que afecta a la utilización de PF: Compra, transporte y almacenamiento. Autorización y registro de productos fitosanitarios, y medida en que afecta a la utilización de los mismos.

23. Métodos para identificar los productos fitosanitarios ilegales y riesgos asociados a su uso. Infracciones, sanciones y delitos.
Anexo IV del R.D. 1311/2012

## Homologación y convalidación
Aquellas personas que estén en posesión de la licencia de nivel básico anterior a la puesta en vigencia, puede convalidar su antiguo carnet mediante la realización de un curso de reciclaje específico.
Aquellas personas que estén en posesión de un determinado título oficial reconocido (Título universitario, Grado Superior...), pueden homologar su formación para obtener el carnet sin necesidad de realizar ningún tipo de formación complementaria.